# Německá radikální strana
Německá radikální strana (německy Deutschradikale Partei), do roku 1907 Svobodná všeněmecká strana (Freialldeutsche Partei), byla německá nacionalistická politická strana v Rakousku-Uhersku, aktivní především v českých zemích.

## Historie
Po volebním úspěchu Všeněmeckého sjednocení ve volbách do Říšské rady v roce 1901 došlo k rozkolu mezi předsedou strany Georgem von Schönererem a radikálním německým nacionalistou Karlem Hermannem Wolfem. Zatímco Schönerer stavěl do centra své politiky rasistickou a antisemitskou ideologii a ostře vystupoval proti habsburské monarchii a katolické církvi, pro Wolfa a mnohé další stoupence Všeněmců stál v popředí politického boje německo-český národnostní konflikt. Mezi Wolfem a Schönererem navíc existovaly osobní neshody. Wolf se nakonec v roce 1902 odštěpil od Všeněmeckého sjednocení a založil Svobodnou všeněmeckou stranu, v níž mohl počítat s podporou německy mluvících stoupenců z Čech, Moravy a Slezska i některých všeněmeckých poslanců na Říšské radě. Do nové strany například přešli čtyři poslanci moravského zemského sněmu.
Svobodní všeněmci sice nadále prosazovali německonacionální, völkisch politiku, ale jejich antisemitské postoje byly mírnější a již otevřeně nevyzývali k rozbití habsburské monarchie. Naopak se považovali za představitele zájmů německy mluvících obyvatel habsburské monarchie, a proto se nevyhýbali získávání židovských hlasů.
Svobodná všeněmecká strana byla ve volbách vždy úspěšnější než původní Všeněmecké sjednocení a vedle Německé agrární strany se stala nejsilnější německou stranou v Čechách. Po volebním úspěchu svobodných všeněmců ve volbách do Říšské rady v roce 1907 se strana v témže roce přejmenovala na Německou radikální stranu. Od roku 1910 působila společně s dalšími německými nacionalistickými stranami v Říšské radě v Německém národním sdružení. V roce 1920 se strana nakonec sloučila s dalšími nacionalistickými formacemi do Velkoněmecké lidové strany.

## Volební výsledky

### Říšská rada
| Volby | Hlasy  | Hlasy | Mandáty | Mandáty | Pozice |
| Volby | Abs.   | %     | Abs.    | ±       | Pozice |
| ----- | ------ | ----- | ------- | ------- | ------ |
| 1907  | 70 564 | 1,5   | 13/516  | ▲13     | ▲15.   |
| 1911  | 90 523 | 2,0   | 22/516  | ▲9      | ▲8.    |

### Český zemský sněm
| Volby | Hlasy  | Hlasy | Mandáty | Mandáty | Pozice |
| Volby | Abs.   | %     | Abs.    | ±       | Pozice |
| ----- | ------ | ----- | ------- | ------- | ------ |
| 1908  | 27 880 | 7,0   | 15/242  | ▲15     | ▲7.    |